# Merremia digitata
Merremia digitata är en vindeväxtart som först beskrevs av Spreng., och fick sitt nu gällande namn av Hallier f. Merremia digitata ingår i släktet Merremia och familjen vindeväxter.

## Underarter
Arten delas in i följande underarter:
- M. d. elongata
- M. d. ericoides